# Coppa Libertadores 2001
L'edizione 2001 della Coppa Libertadores vide la vittoria del Boca Juniors.

## Turno preliminare
- Messico e Venezuela

20.09  Atlante Messico -  Cruz Azul Messico 2:4(1:2)

0:1 Everaldo Bejines 37, 0:2 Joaquín Moreno 40, 1:2 Víctor Pacheco 43, 1:3 Emilio Mora 70, 2:3 Carlos Casartelli 72, 2:4 Jaime Ruiz 77
21.09 ItalChacao Caracas - Táchira San Cristóbal 1:2(0:0)

0:1 Jefferson Gottardi 69, 0:2 Giovanni José Daniel 86, 1:2 Fernando de Ornelas 91
26.09 ItalChacao Caracas -  Atlante Messico 2:0(2:0)

1:0 Rolando Alvarez 6, 2:0 Ruberth Morán 35
28.09 Táchira San Cristóbal -  Atlante Messico 1:0(0:0)

1:0Jefferson Gottardi 71
10.10 ItalChacao Caracas -  Cruz Azul Messico 0:2(0:1)

0:1 Juan Francisco Palencia 38, 0:2 Juan Francisco Palencia 79
12.10 Táchira San Cristóbal -  Cruz Azul Messico 1:0(1:0)

1:0 Claudio Alejandro Rivadero 19
25.10  Cruz Azul Messico -  Atlante Messico 1:3(1:0)

1:0 Everaldo Bejines 9, 1:1 Carlos Casartelli 54, 1:2 Carlos Casartelli 70, 1:3 Germán Arangio 88
25.10 Táchira San Cristóbal - ItalChacao Caracas 0:2(0:0)

0:1 Giovanni Pérez 66, 0:2 Gerson Chacón 79
31.10  Atlante Messico - ItalChacao Caracas 2:3(0:1)

0:1 Rafael Castellín 28, 1:1 Néstor Zanata 57, 1:2 Carlos Hermosillo 62, 1:3 Rafael Castellín 80, 2:3 José Manuel Abundis 88
02.11  Cruz Azul Messico - ItalChacao Caracas 4:1(2:0)

1:0 Angel Morales 17, 2:0 Joaquín Moreno 37, 2:1 Néstor Zanatta 46, 3:1 Emilio Mora 60, 4:1 Jaime Ruiz 92
21.11  Atlante Messico - Táchira San Cristóbal 1:2(0:1)

0:1 Wilfredo Alvarado 10, 0:2 Cecilio Cabrera 46, 1:2 Carlos Germán Arangio 71
23.11  Cruz Azul Messico - Táchira San Cristóbal 4:1(3:0)

1:0 Francisco Palencia 4, 2:0 Héctor Adomaitis 31, 3:0 Angel Morales 44, 4:0 Everaldo Begines 86, 4:1 Wilfredo Alvarado 90
| Club                  | G | V | N | P | Pti | GF | GS |
| --------------------- | - | - | - | - | --- | -- | -- |
| Cruz Azul Messico     | 6 | 4 | 0 | 2 | 12  | 15 | 8  |
| Táchira San Cristóbal | 6 | 4 | 0 | 2 | 12  | 7  | 8  |
| ItalChacao Caracas    | 6 | 3 | 0 | 3 | 9   | 9  | 10 |
| Atlante Messico       | 6 | 1 | 0 | 5 | 3   | 8  | 13 |

## Fase a gironi

### Gruppo 1
06.02 Universitario Lima - Vélez Sarsfield Buenos Aires 0:2

0:1 Jairo Castillo 39, 0:2 Federico Domínguez 55
07.02 Atlético Junior Barranquilla - Rosario Central 3:1

1:0 Orlando Ballesteros 41, 2:0 Marquinho 49k, 3:0 Oscar Restrepo 54, 3:1 Pablo Sánchez 88
21.02 Rosario Central - Universitario Lima 6:0(3:0)

1:0 Ezequiel González 7, 2:0 Maximiliano Cuberas 17, 3:0 Ezequiel González 35, 4:0 Juan Antonio Pizzi 60k, 5:0 Iván Moreno 64, 6:0 Luciano de Bruno 73
22.02 Vélez Sarsfield Buenos Aires - Atlético Junior Barranquilla 2:0(2:0)

1:0 Victor Muller 6, 2:0 Victor Muller 13
08.03 Rosario Central - Vélez Sarsfield Buenos Aires 2:0(2:0)

1:0 Juan Antonio Pizzi 14, 2:0 Rafael Maceratesi 43
15.03 Universitario Lima - Atlético Junior Barranquilla 1:2(0:0)

1:0 Sergio Ibarra 52, 1:1 Luis Zuleta 70, 1:2 Orlando Ballesteros 90
20.03 Universitario Lima - Rosario Central 1:1(1:0)

1:0 Marcelo Jaime 40, 1:1 Ezequiel González 73
22.03 Atlético Junior Barranquilla - Vélez Sarsfield Buenos Aires 4:0(1:0)

1:0 Wilson Pérez 38, 2:0 Marquinho 47, 3:0 Herly Alcazar 66, 4:0 Orlando Ballesteros 86
04.04 Rosario Central - Atlético Junior Barranquilla 1:0(1:0)

1:0 Maximiliano Cuberas 24k
05.04 Vélez Sarsfield Buenos Aires - Universitario Lima 1:0(0:0)

1:0 Dario Husain 59
19.04 Atlético Junior Barranquilla - Universitario Lima 1:1(1:0)

1:0 Oscar Restrepo 19, 1:1 Paolo Maldonado 73
19.04 Vélez Sarsfield Buenos Aires - Rosario Central 0:2(0:0)

0:1 Juan Antonio Pizzi 74, 0:2 Federico Arias 87
| Club                         | G | V | N | P | Pti | GF | GS |
| ---------------------------- | - | - | - | - | --- | -- | -- |
| Rosario Central              | 6 | 4 | 1 | 1 | 13  | 13 | 4  |
| Atlético Junior Barranquilla | 6 | 3 | 1 | 2 | 10  | 10 | 6  |
| Vélez Sarsfield Buenos Aires | 6 | 3 | 0 | 3 | 9   | 5  | 8  |
| Universitario Lima           | 6 | 0 | 2 | 4 | 2   | 3  | 13 |

### Gruppo 2
08.02 Universidad de Chile Santiago del Cile - Cerro Porteño Asunción 0:2(0:0)

0:1 Silvio Garay 54, 0:2 Jorge Campos 87
15.02 Cerro Porteño Asunción - Sport Boys Callao 3:1(3:0)

1:0 Virgilio Ferreira 15, 2:0 Virgilio Ferreira 30, 3:0 Mauro Caballero 37, 3:1 Gustavo Tempone 81
27.02 Sport Boys Callao - Universidad de Chile Santiago del Cile 0:2(0:0)

0:1 David Pizarro 66, 0:2 Mauricio Tampe 87
08.03 Palmeiras San Paolo - Universidad de Chile Santiago del Cile 2:1(1:1)

1:0 Lopes 13, 1:1David Pizarro 35, 2:1 Lopes 68
14.03 Sport Boys Callao - Palmeiras San Paolo 1:4(0:3)

0:1 Tuta 24, 0:2 Alex 29, 0:3 Tuta 43, 0:4 Lopes 48, 1:4 Gustavo Tempone 75
22.03 Sport Boys Callao - Cerro Porteño Asunción 0:4(0:4)

0:1 Nozomi Hiroyama 7, 0:2 César Ramírez 23, 0:3 Virgilia Ferreira 31, 0:4 Nozomi Hiroyama 39
04.04 Cerro Porteño Asunción - Palmeiras San Paolo 0:0

10.04 Cerro Porteño Asunción - Universidad de Chile Santiago del Cile 6:0

1:0 César Ramírez 11, 2:0 Virgilio Ferreira 15, 3:0 Guido Alvarenga 17, 4:0 Carlos Espínola 34, 5:0 Pedrinho 51, 6:0 Jorge Achucarro 52
11.04 Palmeiras San Paolo - Sport Boys Callao 3:0(1:0)

1:0 Fabio Júnior 24, 2:0 Lopes 84, 3:0 Galeano 87
18.04 Universidad de Chile Santiago del Cile - Palmeiras San Paolo 1:2(0:1)

0:1 Fabio Júnior 21, 1:1 Cristian Castañeda 69, 1:2 Alexandre 86
02.05 Universidad de Chile Santiago - Sport Boys Callao 1:1(0:1)

0:1 Jimmy Asprilla 7, 1:1 Diego Rivarola 57
02.05 Palmeiras San Paolo - Cerro Porteño Asunción 5:2(2:1)

1:0 Alex 24, 1:1 Pedrinho 38, 2:1 Alex 40, 3:1 Lopes 61, 3:2 Emilio Martínez 72, 4:2 Fabio Júnior 75, 5:2 Lopes 78
| Club                                   | G | V | N | P | Pti | GF | GS |
| -------------------------------------- | - | - | - | - | --- | -- | -- |
| Palmeiras San Paolo                    | 6 | 5 | 1 | 0 | 16  | 16 | 5  |
| Cerro Porteño Asunción                 | 6 | 4 | 1 | 1 | 13  | 17 | 6  |
| Universidad de Chile Santiago del Cile | 6 | 1 | 1 | 4 | 4   | 5  | 13 |
| Sport Boys Callao                      | 6 | 0 | 1 | 5 | 1   | 3  | 17 |

### Gruppo 3
07.02 Jorge Wilstermann Cochabamba - San Lorenzo de Almagro Buenos Aires 4:2(1:0)

1:0 Marcelo Sozzani 4, 2:0 Carlos Cárdenas 49, 3:0 Mauricio Soria 52k, 4:0 Gonzalo Galindo 58, 4:1 Leandro Romagnoli 65, 4:2 Pedro Portocarrero 69]
15.02 Nacional Montevideo - Jorge Wilstermann Cochabamba 3:0(1:0)

1:0 Sergio Martínez 21, 2:0 Sergio Martínez 62, 3:0 Richard Morales 83
20.02 Deportes - Nacional Montevideo 0:0

01.03 San Lorenzo de Almagro Buenos Aires - Deportes  2:1(2:1)

1:0 Leo Rodríguez 19, 2:0 Sebastián Abreu 30, 2:1 Juan Carlos Ibáñez 42
08.03 Jorge Wilstermann Cochabamba - Deportes 2:1(0:0)

1:0 Alfredo Jara 64, 1:1 Marcos Ferreira 78, 2:1 Sacha Lima 81
13.03 Nacional Montevideo - San Lorenzo de Almagro Buenos Aires 1:0(1:0)

1:0 Sergio Martínez 34k
03.04 San Lorenzo de Almagro Buenos Aires - Jorge Wilstermann Cochabamba 2:0(1:0)

1:0 Jorge Quinteros 42, 2:0 Sebastián Abreu 65
11.04 Nacional Montevideo - Deportes 2:0(1:0)

1:0 Fabián Coelho 37, 2:0 Fabián Coelho 51
17.04 Jorge Wilstermann Cochabamba - Nacional Montevideo 1:2(0:1)

0:1 Limberg Gutiérrez 28, 1:1 Carlos Cárdenas 72, 1:2 Ruben Sosa 90
17.04 Deportes  - San Lorenzo de Almagro Buenos Aires 3:2(2:1)

1:0 Cristian Montecinos 18, 2:0 Jorge Torres 23k, 2:1 Sebastián Abreu 44, 3:1 Carlos Verdugo 86, 3:2 Raúl Estévez 90
03.05 Deportes - Jorge Wilstermann Cochabamba 3:0

1:0 Cristián Montecinos 54, 2:0 Juan Carlos Ibáñez 79, 3:0 Marco Bautista 89
03.05 San Lorenzo de Almagro Buenos Aires - Nacional Montevideo 1:1

0:1 Pablo Islas 36, 1:1 Alvaro Meneses 67s
| Club                                | G | V | N | P | Pti | GF | GS |
| ----------------------------------- | - | - | - | - | --- | -- | -- |
| Nacional Montevideo                 | 6 | 4 | 2 | 0 | 14  | 9  | 2  |
| Deportes                            | 6 | 2 | 1 | 3 | 7   | 8  | 8  |
| San Lorenzo de Almagro Buenos Aires | 6 | 2 | 1 | 3 | 7   | 9  | 10 |
| Jorge Wilstermann Cochabamba        | 6 | 2 | 0 | 4 | 4   | 7  | 13 |

### Gruppo 4
13.02  Emelec Guayaquil - Olimpia Asunción 1:1(0:0)

0:1 Walter Escobar 46, 1:1 Carlos Juárez 67
22.02 Olimpia Asunción - Sporting Cristal Lima 1:0(0:0)

1:0 Juan Carlos Benítez 46
01.03 Sporting Cristal Lima -  Emelec Guayaquil 0:1(0:0)

0:1 Moisés Candelario 78
13.03 Sporting Cristal Lima - Cruzeiro Belo Horizonte 0:1(0:0)

0:1 Alexandre 79
03.04 Cruzeiro Belo Horizonte -  Emelec Guayaquil 2:0(1:0)

1:0 Geovanni 26, 2:0 Geovanni 54
06.04 Olimpia Asunción - Cruzeiro Belo Horizonte 3:4(2:1)

0:1 Giovanni 10, 1:1 Victor Quintana 32, 2:1 Gabriel González 43, 2:2 Giovanni 52, 3:2 Francisco Esteche 56, 3:3 Jorge Wagner 79, 3:4 Alessandro 88
10.04 Cruzeiro Belo Horizonte - Sporting Cristal Lima 5:0(2:0)

1:0 Luisão 33, 2:0 Oseas 37, 3:0 Oseas 68, 4:0 Geovanni 80, 5:0 Oseas 90
12.04 Olimpia Asunción -  Emelec Guayaquil 2:2(2:1)

1:0 Félix Torres 22, 1:1 Carlos Juárez 30, 2:1 Gustavo Badell 44, 2:2 Pedro Aguírrez 88k
17.04  Emelec Guayaquil - Cruzeiro Belo Horizonte 0:0

18.04 Sporting Cristal Lima - Olimpia Asunción 3:2(1:1)

1:0 Gastón Córdova 11k, 1:1 Walter Escobar 42, 1:2 Francisco Esteche 65, 2:2 Piero Alva 66, 3:2 Julinho 82
01.05  Emelec Guayaquil - Sporting Cristal Lima 3:1(1:0)

1:0 Wellington Sánchez 2, 2:0 Carlos Alberto Juárez 50, 2:1 Piero Alva 52, 3:1 Carlos Alberto Juárez 85
01.05 Cruzeiro Belo Horizonte - Olimpia Asunción 3:1(3:0)

1:0 Marcelo Ramos 1, 2:0 Marcelo Ramos 38, 3:0 Alessandro 42, 3:1 Tomás González 87
| Club                    | G | V | N | P | Pti | GF | GS |
| ----------------------- | - | - | - | - | --- | -- | -- |
| Cruzeiro Belo Horizonte | 6 | 5 | 1 | 0 | 16  | 15 | 4  |
| Emelec Guayaquil        | 6 | 2 | 3 | 1 | 9   | 7  | 6  |
| Olimpia Asunción        | 6 | 1 | 2 | 3 | 5   | 10 | 13 |
| Sporting Cristal Lima   | 6 | 1 | 0 | 5 | 3   | 4  | 13 |

### Gruppo 5
13.02 Guaraní Asunción - Nacional Quito 3:1(2:0)

1:0 Julio González 9, 2:0 Julio González 17, 2:1 Renán Calle 80, 3:1 Julio González 84
22.02 River Plate Buenos Aires - The Strongest La Paz 5:1(2:0)

1:0 Nelson Cuevas 5, 2:0 Nelson Cuevas 37, 2:1 Adrían Alvarez 78, 3:1 Martín Cardetti 85, 4:1 Martín Cardetti 88, 5:1 Martín Cardetti 90
28.02 Nacional Quito - River Plate Buenos Aires 1:0(1:0)

1:0 Christian Lara 11
01.03 The Strongest La Paz - Guaraní Asunción 1:1(1:0)

1:0 Líder Paz 1, 1:1 Julio González 64
06.03 River Plate Buenos Aires - Guaraní Asunción 4:0(1:0)

1:0 Martín Cardetti 3, 2:0 Javier Saviola 60, 3:0 Javier Saviola 85, 4:0 Fernando Cavenaghi 92
13.03 Nacional Quito - Guaraní Asunción 3:1(1:0)

1:0 Angel Fernández 33, 1:1 Julio González 46, 2:1 Evelio Ordaz 58, 3:1 Diego Herrera 74
05.04 The Strongest La Paz - River Plate Buenos Aires 4:1(3:1)

1:0 Richard Rojas 3, 2:0 Doyle Vaca 6, 2:1 Fernando Cavenaghi 9, 3:1 Doyle Vaca 40, 4:1 Lider Paz 64
10.04 Nacional Quito - The Strongest La Paz 2:1(2:1)

1:0 Evelio Ordoñez 6, 1:1 Daniel Delfino 27, 2:1 Lupo Quinteros 39
17.04 Guaraní Asunción - The Strongest La Paz 4:1(3:0)

1:0 Darío Verón 5, 2:0 Julio González 7, 3:0 Néstor Isasi 28, 3:1 Sandro Coelho 67k, 4:1 Néstor Espinoza 83
18.04 River Plate Buenos Aires - Nacional Quito 2:0(2:0)

1:0 Celso Ayala 4, 2:0 Martín Cardetti 45k
03.05 Guaraní Asunción - River Plate Buenos Aires 0:1(0:1)

0:1 Victor Zapata 21
03.05 The Strongest La Paz - Nacional Quito 2:1(0:1)

0:1 Diego Herrera 25k, 1:1 Daniel Delfino 69, 2:1 Daniel Delfino 72
| Club                     | G | V | N | P | Pti | GF | GS |
| ------------------------ | - | - | - | - | --- | -- | -- |
| River Plate Buenos Aires | 6 | 4 | 0 | 2 | 12  | 13 | 6  |
| Nacional Quito           | 6 | 3 | 0 | 3 | 9   | 8  | 9  |
| Guaraní Asunción         | 6 | 2 | 1 | 3 | 7   | 9  | 11 |
| The Strongest La Paz     | 6 | 2 | 1 | 3 | 7   | 10 | 14 |

### Gruppo 6
13.02 Peñarol Montevideo -  America Cali 1:2(1:1)

0:1 Raúl Roganovich 22k, 1:1 Joe Emerson Bizerra 40, 1:2 Raúl Roganovich 60
22.02 Táchira San Cristóbal - Peñarol Montevideo 0:0

27.02  America Cali - Táchira San Cristóbal 3:0(2:0)

1:0 Edison Mafla 12, 2:0 David Ferreira 36, 3:0 Julián Vásquez 84
06.03  America Cali - Peñarol Montevideo 2:1(0:0)

1:0 Christian García 64, 1:1 Pablo Bengoechea 66, 2:1 Jersson González 81
14.03  America Cali - Vasco da Gama Rio de Janeiro 0:3

0:1 Juninho Paulista 29, 0:2 Clebson 54, 0:3 Euller 82
21.03 Táchira San Cristóbal - Vasco da Gama Rio de Janeiro 0:1

0:1 Euller 84
05.04 Vasco da Gama Rio de Janeiro - Peñarol Montevideo 2:1(1:0)

1:0 Viola 14, 1:1 Guillermo Giacomazzi 87, 2:1 Viola 90
12.04 Vasco da Gama Rio de Janeiro -  America Cali 4:1(4:0)

1:0 John Viafara 19s, 2:0 Clebson 22, 3:0 Romário 23, 4:0 Jorginho Paulista 28, 4:1 Jersson González 90k
18.04 Peñarol Montevideo - Táchira San Cristóbal 3:1(2:0)

1:0 José María Franco 7, 2:0 Álvaro Pintos 25, 2:1 Edson Tortolero 47k, 3:1 Leonel Pilipaukas 76
21.04 Vasco da Gama Rio de Janeiro - Táchira San Cristóbal 3:2(1:0)

1:0 Romário 26, 2:0 Romário 52k, 2:1 Manuel Ponte 53, 3:1 Dedé 80, 3:2 José González 86
02.05 Táchira San Cristóbal -  America Cali 0:2

0:1 Gerson González 13, 0:2 Raul Roganovich 58
02.05 Peñarol Montevideo - Vasco da Gama Rio de Janeiro 1:3

0:1 Dedé 40, 0:2 Viola 52, 1:2 Oscar Aguirregaray 58, 1:3 Dedé 87
| Club                         | G | V | N | P | Pti | GF | GS |
| ---------------------------- | - | - | - | - | --- | -- | -- |
| Vasco da Gama Rio de Janeiro | 6 | 6 | 0 | 0 | 18  | 16 | 5  |
| America Cali                 | 6 | 4 | 0 | 2 | 12  | 10 | 9  |
| Peñarol Montevideo           | 6 | 1 | 1 | 4 | 4   | 7  | 10 |
| Táchira San Cristóbal        | 6 | 0 | 1 | 5 | 1   | 3  | 12 |

### Gruppo 7
14.02 Defensor Sporting Montevideo - Olmedo Riobamba 3:2(1:1)

0:1 Daniel Landriel 7, 1:1 Martín Ligüera 11, 2:1 Eliomar 56, 3:1 Martín Ligüera 78, 3:2 Luis González 84
20.02  Cruz Azul Messico - Defensor Sporting Montevideo 2:0(1:0)

1:0 Francisco Palencia 29k, 2:0 Gonzalo Belloso 90
27.02 Olmedo Riobamba -  Cruz Azul Messico 2:3(1:0)

1:0 Daniel Landriel 23, 1:1 Matute Morales 55, 1:2 Gonzalo Belloso 64, 1:3 Emilio Mora 82, 2:3 Wilmer Lavayén 90
06.03 São Caetano -  Cruz Azul Messico 1:1(0:0)

0:1 Juan Reynoso 77, 1:1 Daniel 82
07.03 Olmedo Riobamba - Defensor Sporting Montevideo 4:2(2:1)

1:0 Julio Cesar Gómez 16, 1:1 Martín Ligüera 24k, 2:1 Edison Nestor Maldonado 39, 3:1 Edison Nestor Maldonado 60, 4:1 Héctor González 64, 4:2 Marcio Rodríguez Cruz 75
15.03 Olmedo Riobamba - São Caetano 2:1(1:0)

1:0 Orfilil Mercado 10, 1:1 Ailton 60, 2:1 Freddy Brito 90
21.03  Cruz Azul Messico - São Caetano 1:0(0:0)

1:0 Emilio Mora 85
06.04 São Caetano - Defensor Sporting Montevideo 0:0

12.04 Defensor Sporting Montevideo -  Cruz Azul Messico 3:2(1:0)

1:0 Marcio Cruz 24, 2:0 Marcio Cruz 47, 2:1 Erick Marín 56, 2:2 Everaldo Begines 75, 3:2 Santiago Silva 87
19.04 São Caetano - Olmedo Riobamba 3:0(2:0)

1:0 Adãozinho 19, 2:0 César 29, 3:0 César 79
04.05  Cruz Azul Messico - Olmedo Riobamba 3:1(0:1)

0:1 Héctor González 34, 1:1 Víctor Gutiérrez 62, 2:1 Ángel Morales 70, 3:1 Francisco Palencia 88
04.05 Defensor Sporting Montevideo - São Caetano 0:1(0:1)

0:1 Ailton 33
| Club                         | G | V | N | P | Pti | GF | GS |
| ---------------------------- | - | - | - | - | --- | -- | -- |
| Cruz Azul Messico            | 6 | 4 | 1 | 1 | 13  | 12 | 7  |
| São Caetano                  | 6 | 2 | 2 | 2 | 8   | 6  | 4  |
| Defensor Sporting Montevideo | 6 | 2 | 1 | 3 | 7   | 8  | 11 |
| Olmedo Riobamba              | 6 | 2 | 0 | 4 | 6   | 11 | 15 |

### Gruppo 8
14.02 Deportivo Cali - Cobreloa Calama 1:2(1:1)

1:0 Iván René Valenciano 38, 1:1 Luis Fuentes 45, 1:2 Paolo Vivar 49
21.02 Boca Juniors Buenos Aires - Oriente Petrolero Santa Cruz de la Sierra 2:1(1:0)

1:0 Omar Pérez 33, 2:0 Juan Román Riquelme 56, 2:1 Milton Coimbra 58
28.02 Cobreloa Calama - Boca Juniors Buenos Aires 0:1(0:0)

0:1 Jorge Bermúdez 76
02.03 Oriente Petrolero Santa Cruz de la Sierra - Deportivo Cali 1:3(1:2)

0:1 Iván René Valenciano 22, 1:1 Milton Coimbra 40, 1:2 Elkin Antonio Murillo 42, 1:3 Elkin Antonio Murillo 85
07.03 Cobreloa Calama - Oriente Petrolero Santa Cruz de la Sierra 2:1(0:0)

1:0 Nicolás Tagliani 50, 1:1 Roger Suárez 73, 2:1 Nicolás Tagliani 86
07.03 Boca Juniors Buenos Aires - Deportivo Cali 2:1

0:1 Rubiel Quintana 25, 1:1 Marcelo Delgado 30, 2:1 Marcelo Delgado 54
20.03 Boca Juniors Buenos Aires - Cobreloa Calama 1:0(1:0)

1:0 Gustavo Pinto 12
04.04 Cobreloa Calama - Deportivo Cali 2:1(1:0)

1:0 Nicolás Tagliani 45, 1:1 Iván René Valenciano 52, 2:1 Patricio Galaz 90
04.04 Oriente Petrolero Santa Cruz de la Sierra - Boca Juniors Buenos Aires 0:1(0:0)

0:1 Fernando Pandolfi 91
20.04 Deportivo Cali - Oriente Petrolero Santa Cruz de la Sierra 4:1(3:0)

1:0 Rubiel Quintana 1, 2:0 Giovanny Hernández 23, 3:0 Elkin Murillo 37, 3:1 Miguel Abrigo 64, 4:1 Rubiel Quintana 73
02.05 Deportivo Cali - Boca Juniors Buenos Aires 3:0(1:0)

1:0 Gerardo Bedoya 34, 2:0 Victor Hugo Aristizábal 77, 3:0 Julio Marchant 85s
02.05 Oriente Petrolero Santa Cruz de la Sierra - Cobreloa Calama 2:2(0:1)

0:1 Nicolas Tagliani 10, 1:1 Milton Coimbra 52, 1:2 Fernando Cornejo 56, 2:2 Ricardo Lunari 83
| Club                                      | G | V | N | P | Pti | GF | GS |
| ----------------------------------------- | - | - | - | - | --- | -- | -- |
| Boca Juniors Buenos Aires                 | 6 | 5 | 0 | 1 | 15  | 7  | 5  |
| Cobreloa Calama                           | 6 | 3 | 1 | 2 | 10  | 8  | 7  |
| Deportivo Cali                            | 6 | 3 | 0 | 3 | 9   | 13 | 8  |
| Oriente Petrolero Santa Cruz de la Sierra | 6 | 0 | 1 | 5 | 1   | 6  | 14 |

## Fase a eliminazione diretta
|  | Ottavi di finale   | Ottavi di finale | Ottavi di finale |                 |                  | Quarti di finale | Quarti di finale | Quarti di finale |  |                    | Semifinali | Semifinali | Semifinali |  |           | Finale | Finale | Finale |
|  |                    |                  |                  |                 |                  |                  |                  |                  |  |                    |            |            |            |  |           |        |        |        |
|  |                    |                  |                  |                 |                  |                  |                  |                  |  |                    |            |            |            |  |           |        |        |        |
|  | El Nacional        | 1                | 1                |                 |                  |                  |                  |                  |  |                    |            |            |            |  |           |        |        |        |
|  | Cruzeiro           | 2                | 4                |                 |                  |                  |                  |                  |  |                    |            |            |            |  |           |        |        |        |
|  | Cruzeiro           | 2                | 4                |                 | Palmeiras (dcr)  | 3                | 2 (4)            |                  |  |                    |            |            |            |  |           |        |        |        |
|  |                    |                  |                  |                 | Palmeiras (dcr)  | 3                | 2 (4)            |                  |  |                    |            |            |            |  |           |        |        |        |
|  |                    | Cruzeiro         | 3                | 2 (3)           |                  |                  |                  |                  |  |                    |            |            |            |  |           |        |        |        |
|  | São Caetano        | Cruzeiro         | 3                | 2 (3)           | 1                | 0 (3)            |                  |                  |  |                    |            |            |            |  |           |        |        |        |
|  | São Caetano        |                  |                  |                 | 1                | 0 (3)            |                  |                  |  |                    |            |            |            |  |           |        |        |        |
|  | Palmeiras (dcr)    | 0                | 1 (5)            |                 |                  |                  |                  |                  |  |                    |            |            |            |  |           |        |        |        |
|  | Palmeiras (dcr)    | 0                | 1 (5)            |                 |                  |                  |                  |                  |  | Boca Juniors (dcr) | 2          | 2 (3)      |            |  |           |        |        |        |
|  |                    |                  |                  |                 |                  |                  |                  |                  |  |                    | 2          | 2 (3)      |            |  |           |        |        |        |
|  | Palmeiras          | 2                | 2 (2)            |                 |                  |                  |                  |                  |  |                    |            |            |            |  |           |        |        |        |
|  | Palmeiras          | 2                | 2 (2)            | Atlético Junior | 2                | 1                |                  |                  |  |                    |            |            |            |  |           |        |        |        |
|  |                    |                  |                  | Atlético Junior | 2                | 1                |                  |                  |  |                    |            |            |            |  |           |        |        |        |
|  | Boca Juniors       | 3                | 1                |                 |                  |                  |                  |                  |  |                    |            |            |            |  |           |        |        |        |
|  | Boca Juniors       | 3                | 1                |                 | Vasco            | 0                | 0                |                  |  |                    |            |            |            |  |           |        |        |        |
|  |                    |                  |                  |                 | Vasco            | 0                | 0                |                  |  |                    |            |            |            |  |           |        |        |        |
|  |                    | Boca Juniors     | 1                | 3               |                  |                  |                  |                  |  |                    |            |            |            |  |           |        |        |        |
|  | Dep. Concepción    | Boca Juniors     | 1                | 3               | 1                | 0                |                  |                  |  |                    |            |            |            |  |           |        |        |        |
|  | Dep. Concepción    |                  |                  |                 | 1                | 0                |                  |                  |  |                    |            |            |            |  |           |        |        |        |
|  | Vasco              | 3                | 1                |                 |                  |                  |                  |                  |  |                    |            |            |            |  |           |        |        |        |
|  | Vasco              | 3                | 1                |                 |                  |                  |                  |                  |  |                    |            |            |            |  | Cruz Azul | 0      | 1 (1)  |        |
|  |                    |                  |                  |                 |                  |                  |                  |                  |  |                    |            |            |            |  |           | 0      | 1 (1)  |        |
|  | Boca Juniors (dcr) | 1                | 0 (3)            |                 |                  |                  |                  |                  |  |                    |            |            |            |  |           |        |        |        |
|  | Boca Juniors (dcr) | 1                | 0 (3)            | América de Cali | 2                | 3                |                  |                  |  |                    |            |            |            |  |           |        |        |        |
|  |                    |                  |                  | América de Cali | 2                | 3                |                  |                  |  |                    |            |            |            |  |           |        |        |        |
|  | Nacional           | 0                | 1                |                 |                  |                  |                  |                  |  |                    |            |            |            |  |           |        |        |        |
|  | Nacional           | 0                | 1                |                 | R. Central (dcr) | 1                | 2 (4)            |                  |  |                    |            |            |            |  |           |        |        |        |
|  |                    |                  |                  |                 | R. Central (dcr) | 1                | 2 (4)            |                  |  |                    |            |            |            |  |           |        |        |        |
|  |                    | América de Cali  | 0                | 3 (3)           |                  |                  |                  |                  |  |                    |            |            |            |  |           |        |        |        |
|  | Cobreloa           | América de Cali  | 0                | 3 (3)           | 2                | 1                |                  |                  |  |                    |            |            |            |  |           |        |        |        |
|  | Cobreloa           |                  |                  |                 | 2                | 1                |                  |                  |  |                    |            |            |            |  |           |        |        |        |
|  | Rosario Central    | 3                | 1                |                 |                  |                  |                  |                  |  |                    |            |            |            |  |           |        |        |        |
|  | Rosario Central    | 3                | 1                |                 |                  |                  |                  |                  |  | Cruz Azul          | 2          | 3          |            |  |           |        |        |        |
|  |                    |                  |                  |                 |                  |                  |                  |                  |  |                    | 2          | 3          |            |  |           |        |        |        |
|  | Rosario Central    | 0                | 3                |                 |                  |                  |                  |                  |  |                    |            |            |            |  |           |        |        |        |
|  | Rosario Central    | 0                | 3                | Cerro Porteño   | 2                | 1                |                  |                  |  |                    |            |            |            |  |           |        |        |        |
|  |                    |                  |                  | Cerro Porteño   | 2                | 1                |                  |                  |  |                    |            |            |            |  |           |        |        |        |
|  | Cruz Azul          | 1                | 3                |                 |                  |                  |                  |                  |  |                    |            |            |            |  |           |        |        |        |
|  | Cruz Azul          | 1                | 3                |                 | River Plate      | 0                | 0                |                  |  |                    |            |            |            |  |           |        |        |        |
|  |                    |                  |                  |                 | River Plate      | 0                | 0                |                  |  |                    |            |            |            |  |           |        |        |        |
|  |                    | Cruz Azul        | 0                | 3               |                  |                  |                  |                  |  |                    |            |            |            |  |           |        |        |        |
|  | Emelec             | Cruz Azul        | 0                | 3               | 2                | 0                |                  |                  |  |                    |            |            |            |  |           |        |        |        |
|  | Emelec             |                  |                  |                 | 2                | 0                |                  |                  |  |                    |            |            |            |  |           |        |        |        |
|  | River Plate        | 0                | 5                |                 |                  |                  |                  |                  |  |                    |            |            |            |  |           |        |        |        |